# قره‌بلاغ (سلطانیه)
قره‌بلاغ به معنی چشمه بزرگ یا (به ترکی استانبولی: غرخ بلاغ) و (به فارسی: چهل چشمه)، روستایی است از توابع دهستان مرکزی قره‌بلاغ بخش باغ حلی شهرستان سلطانیه در استان زنجان ایران است که تاریخ آن به زمان اشکانیان باز می‌گردد.

## جمعیت
این روستا در بخش باغ حلی قرار داشته و براساس سرشماری سال ۱۳۹۰ جمعیت آن ۱۴۷۱ نفر (۶۱۲ خانوار) بوده‌است.

## موقعیت
قره‌بلاغ در کیلومتر ۳۶ جاده زنجان-تهران قرار داشته و با شهر تاریخی سلطانیه ۷ کیلومتر فاصله دارد. این روستا در قلب دشت سلطانیه و در مجاورت چمن طبیعی سلطانیه قرار گرفته‌است.

## مکان‌های دیدنی
کاروانسرای چهل‌چشمه یا کاروان‌سرای قره‌بلاغ یکی از جاذبه‌های تاریخی زنجان مربوط به دوره اشکانیان است که کاملاً ویران شده و هم‌اکنون به صورت یک تپه تاریخى درآمده است و پیش از انجام کاوش‌هاى علمى، اظهارنظر در مورد آن امکان‌پذیر نیست؛ اما شکل تپه محل کاروان‌سراى قره‌بلاغ نشان مى‌دهد که احتمالاً طرح آن از نوع کاروان‌سراهاى چهارایوانى و قابل مقایسه با کاروان‌سراى سرچم است، با این تفاوت که فاقد برج‌هاى دیده‌بانى بوده است. این اثر که به‌عنوان یکی از جاهای دیدنی سلطانیه شناخته می‌شود، در تاریخ ۲۶ دی ۱۳۸۶ با شمارهٔ ثبت ۲۰۵۴۲ به‌عنوان یکی از آثار ملی ایران به ثبت رسیده است.